# Pahang
Pahang (Jawi: ڨهڠ) és l'estat més gran de Malàisia peninsular, que ocupa la major part dels marges del riu Pahang. Limita al nord amb Kelantan, a l'oest amb Perak, Selangor, i Negri Sembilan, al sud amb Johor I a l'est amb Terengganu i el Mar de la Xina.
La capital de l'estat és Kuantan, i la seu reial és Pekan. Altres ciutats importants són Kuala Lipis i Temerloh
El nom àrab honorific de Pahang és Darul Makmur ("Residència de tranquil·litat").
La composició ètnica és 1,000,000 malai + Bumiputra, 233,000 xinès, 68,500 indis, 13,700 altres, i 68,000 no ciutadans.